# 2017年岩手地震
2017年岩手近海地震是一场发生于日本岩手县近海的地震。地震发生于2017年9月27日5时22分11秒。地震规模为Mj6.0级、Mw5.8级，震源深度约为36.0km。青森县八户市、岩手县普代村、岩手县野田村、岩手县盛岡市和宫城县登米市观测到最大震度4，日本东北地方均有震感。截止2017年9月27日，暂无受伤报告。

## 机构反应

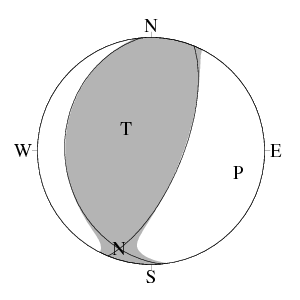
日本气象厅（JMA）所提供的震源机制解，可初步判定为一次逆断层事件。

### 紧急地震速报
本次地震触发了2017年日本气象厅发布的第5个紧急地震速報（警報）。日本气象厅在地震发生后6.6秒（即05时22分29.2秒）对北海道、青森县、宫城县和岩手县发布了紧急地震速報（警報）。

### 观测结果
- 日本：日本气象厅（JMA）测定本次地震规模为Mj6.0级[1]、Mw5.8级[3]，震源深度约30km。青森县八户市、岩手县普代村、岩手县野田村、岩手县盛岡市和宫城县登米市观测到最大震度4[10]，关东地方、东北地方和北海道均有地区观测到了震度1以上的烈度[1]。
- 美国：美国地质勘探局（USGS）测定本次地震规模为Mw5.9级，震源深度约32.4km，最大烈度为4度（IV）。随后修订为Mw5.8级。震源深度约36.0km[2][11]。
- ：韩国气象厅（KMA）测定本次地震规模为6.0级，震源深度约30km。其數据与日本气象厅所发布數据相同[12][13]。
- 俄羅斯：俄罗斯科学院（MOS）测定本次地震规模为Ms5.6级，Mb6.2级，震源深度约30km[14]。

## 后续情况
- 日本气象厅的紧急地震速报系统，在部分地域的预测最大震度达5弱或以上时，对预计最大震度4或以上的地域发布。虽然本次地震触发了紧急地震速报（警报），但实际上没有观测点测得震度5弱或以上的震度。对此，日本气象厅表示称，“紧急地震速报系统在地震发生后的极短时间里预测附近地区的最大震度，所以产生了震度1左右的误差，不过，发出紧急地震速报的时候就等同于警戒着强烈的摇晃。”[15]
- 日本原燃株式会社称，位于观测到震度阶级为2的青森县六所村的核燃料再处理工厂，没有因地震而出现异常。[16]
- 日本东北电力公司称，青森县东通村的东通核电站和宫城县女川町的女川核电站在地震发生时处于运行停止状态，设施没有因地震而出现异常。同时，测量核电站周边放射量的监控站的數值也没有变化。[17]
- JR东日本称，虽然在东北地方观测到震度为4的摇晃的地震，但东北新干线将照常运行。[18]

## 关联地震
- 震中位于附近的2011年日本東北地方太平洋近海地震（即“311大地震”或“东日本大地震”）[註 1]
- 震中位于附近的2011年岩手近海地震[註 2]